# Phan Hữu Khiêm
Phan Hữu Khiêm, bí danh Hoa là nhà hoạt động cách mạng tiền khởi nghĩa. Bí thư huyện ủy huyện Quỳnh Lưu, phụ trách liên huyện. Chủ tịch ủy ban nhân dân huyện Nghĩa Đàn, Nghệ An, Chánh án Tòa án nhân dân tỉnh Hà Tĩnh, Chánh án Tòa án nhân dân tỉnh Nghệ An, Đại biểu Quốc hội khóa I (1946-1960).

## Tiểu sử
Phan Hữu Khiêm sinh ngày 25 tháng 9 năm 1905 tại xã Quỳnh Đôi, huyện Quỳnh Lưu, tỉnh Nghệ An trong một gia đình nho học. Thân phụ ông là Phan Bá Viễn (tức Phan Hữu San), là thầy dạy chữ Hán. Thân mẫu ông là bà Dương Thị Hòe, làm nghề dệt lụa.

## Hoạt động
Năm 1928, ông tham gia phong trào Thanh niên cách mạng đồng chí hội tại xã Quỳnh Đôi, huyện Quỳnh Lưu, tỉnh Nghệ An. Ông gia nhập Đảng Cộng sản Việt Nam ngày 10/8/1930 (ngày tuyên bố chính thức: 20/10/1930).
- Giai đoạn 1930 -1931: Ông là thường vụ huyện ủy Quỳnh Lưu; Bí thư chi bộ xã Quỳnh Đôi; Tổ trưởng tổ Đảng. Cùng tổ chức phát hành Báo Lao động của huyện; tổ chức in ấn và rải truyền đơn. Giai đoạn này, ông bị địch bắt và bị kết án 07 năm tù; đến năm 1934 thì ra tù và tiếp tục hoạt động cách mạng. Đổi tên báo Chuông Cách mạng của Tỉnh ủy thành báo Tự cứu.
- Giai đoạn 1935 -1945: Thường vụ tỉnh ủy Nghệ An. Bí thư  huyện ủy  Quỳnh Lưu. Bị địch bắt và kết án 03 năm tù đến năm 1941 thì ra tù và tiếp tục hoạt động bí mật gây dựng phong trào mạng. Bị địch bắt và kết án 05 năm tù. Ra tù năm 1944, tiếp tục hoạt động chuẩn bị khởi nghĩa, phụ trách liên huyện: Quỳnh Lưu, Diễn Châu, Nghĩa Đàn và Yên Thành.
- 1946: Chủ tịch ủy ban nhân dân huyện Nghĩa Đàn, Thường vụ huyện ủy. Đại biểu Quốc hội khóa I.
- Từ 1949 - 1950: tham gia công tác tại Tỉnh ủy Nghệ An và Khu ủy khu 4.
- Từ 1951 -1954: Công tác tại Tòa án nhân dân khu 4. Chánh án TAND tỉnh Hà Tĩnh.
- Từ năm 1955 -1957: Tham gia Đoàn cải cách ruộng đất của tỉnh; Ủy viên ban Thanh tra Liên khu 4.
- Từ năm 1958: Chánh án TAND tỉnh Nghệ An; Hội viên HĐND tỉnh Nghệ An.
Năm 1965 nghỉ hưu tại quê. Ông mất ngày 21/01/1984 (nhằm ngày 19/12 năm Giáp tý - 1983).

## Gia đình
- Cha: Phan Bá Viễn (tức Phan Hữu San), là thầy đồ dạy chữ Hán.
- Mẹ: Dương Thị Hòe, làm nghề dệt lụa.
- Chị: Phan Thị Cẩm: lấy chồng ở xã Quỳnh Đôi.
- Em: Phan Thị Bằng: lấy chồng ở xã Quỳnh Bá, Quỳnh Lưu (sau này vào sinh sống và mất tại huyện CưMgar, tỉnh Đăk Lăk).
Ông Phan Hữu Khiêm lập gia đình cùng bà Hồ Thị Huề (01/8/1965 nhằm ngày 05/7 âm lịch); bà làm nghề dệt lụa.
Ông bà có hai con trai:
- Phan Nguyên Chất (1928 - 10/6/1998 tức ngày 16/5 âm lịch). Đảng viên Đảng Cộng sản Việt Nam. Phó Bí thư huyện ủy huyện Nghĩa Đàn - Nghệ An. Từ năm 1953, tham gia Quân đội nhân dân Việt Nam. Cục phó Cục Biên phòng Quân khu 4; Chính ủy Sư đoàn 432. Cấp bậc: Đại tá.

Ông Chất có 05 con (02 trai 03 gái). Con trai là Phan Thắng Lợi; hiện công tác tại Bộ Công an, cấp bậc: Đại tá. 
- Phan Duy Chinh (1934); Giáo viên nghỉ hưu. Ông Chinh có 07 con (03 trai 04 gái). Con gái là Phan Thị Thủy - Nhà giáo ưu tú.

## Tặng thưởng
- Huân chương Độc lập hạng nhì.
- Huân chương Kháng chiến chống Pháp hạng nhì.
- Huân chương Kháng chiến chống Mỹ hạng nhất.